# Shigeki Nishiguchi
Shigeki Nishiguchi (jap. 西口茂樹 Nishiguchi Shigeki; ur. 2 lipca 1965 w prefekturze Wakayama) – japoński zapaśnik w stylu klasycznym. Dwukrotny olimpijczyk. Odpadł w eliminacjach turnieju w Seulu 1988, jedenasty w Barcelonie 1992. Startował w kategorii 62 kg.
Pięciokrotny uczestnik mistrzostw świata, brąz w 1987. Złoty medal na igrzyskach azjatyckich w 1990; czwarty w 1994 roku. Trzeci w mistrzostwach Azji w 1989. Piąty w Pucharze Świata w 1986 i trzeci w 1989 roku.